# COLOR TV
COLOR TV（カラー・ティーヴィー）は、ミヤギテレビで2007年1月10日から9月26日まで、毎週水曜日深夜（木曜日早朝）に放送されていたローカル番組。主に仙台の若者の音楽・ダンス・ファッションに関する文化を紹介していた。
地元出版社のプレスアートが発行する地域限定ファッション誌「COLOR」とのメディアミックスが特徴で、仙台都市圏のcFM局であるラジオ3の「Pick Up Sound」ともコラボレートしていた。

## 主な出演者
- なべくらみほ（ナレーション）
- GAGLE
- AKiKA
- ブリタニー
- 堀米智也
- 早坂明子
- 土井原菜央

## 主な企画
- 「A DAY ～creator's file～」…仙台ゆかりのクリエーターの仕事や日常を密着取材する企画。そのクリエーターが活躍する全国各地・海外でも収録。
- 「DANCEWIRE」…ダンスバトルコンテスト
- 「GAGLE×STREET」…GAGLEが「仙台の遊び方」を紹介するコーナー
- 「リサイクルおしゃれさん」…カップルで各々古着を古着屋に買い取ってもらい、買取金を元手にお互いに服をプレゼントし合うコーナー。
- 「COLOR専属モデルオーディション」
- 「GAGLE Sound Traveling」…GAGLEのツアー同行取材。
- ファッション関連の特集：仙台で生まれたファッションブランドやショップの特集など。
- 飲食店・デートスポットなどの特集